# Фризов пачи крак
Фризовият пачи крак (Cantharellus friesii) е вид ядлива базидиева гъба от семейство Cantharellaceae. Видът е включен в Червената книга на Република България като застрашен, поради което не бива да се събира.

## Описание
Шапката е сравнително малка, достигаща до 4 cm в диаметър. В узряло състояние има плоска или силно фуниевидна с вълнообразно нагънат ръб форма. На цвят е розово-оранжева, оранжева до оранжево-червена, като в напреднала възраст става оранжево-бежова или избледняла. Повърхността ѝ е кадифена, а по-късно гола и гладка. Пънчето е ниско и тънко, достигащо 3,5 cm височина. То е цилиндрично, понякога извито, а на цвят светлооранжево или оранжево. Месото е тънко, крехко, с приятен вкус и миризма.

## Местообитание
Среща се през юли – октомври поединично или на групи върху кисели и песъчливи почви в широколистни гори, най-често под бук, понякога под дъб и габър.